# Alfred Andersch
Alfred Hellmuth Andersch (n. 4 februarie 1914, München, Imperiul German – d. 21 februarie 1980, Berzona⁠(d), Cantonul Ticino, Elveția) a fost prozator, publicist, editor radio și activist antifascist german.
În scrierile sale, a abordat problema libertății omului.

## Opera
- 1952: Cireșele libertății ("Die Kirschen der Freiheit") - autobiografie;
- 1957: Zanzibar sau ultima rațiune ("Sansibar oder der letzte Grund") - nuvelă;
- 1958: Spirite și oameni; zece povestiri ("Geister und Leute; zehn Geschichten");
- 1961: Roșcata ("Die Rote") - nuvelă;
- 1967: Efraim ("Efraim") - nuvelă;
- 1980: Tatăl unui criminal ("Vater eines Mörders");
- 1985: Arno Schmidt, corespondență cu Alfred Andresch ("Arno Schmidt, Der Briefwechsel mit Alfred Andersch").

## Vezi și
- Listă de scriitori de limbă germană

## Legături externe
- de  Biografie la Deutsches Historisches Museum
- de  Biografie la DieterWunderlich.de